# 34025 Caolannbrady
34025 Caolannbrady este o planetă minoră (asteroid), cu un diametru de 2,679 km, din centura de asteroizi. A fost descoperită pe 23 iulie 2000 la Experimental Test Site⁠(d) de Lincoln Near-Earth Asteroid Research. 
Obiectul prezintă o orbită caracterizată de o semiaxă mare de 2,2377037 UAi, o excentricitate de 0,16, o înclinație de 5,01815 ° în raport cu ecliptica.